# 太陽熱能

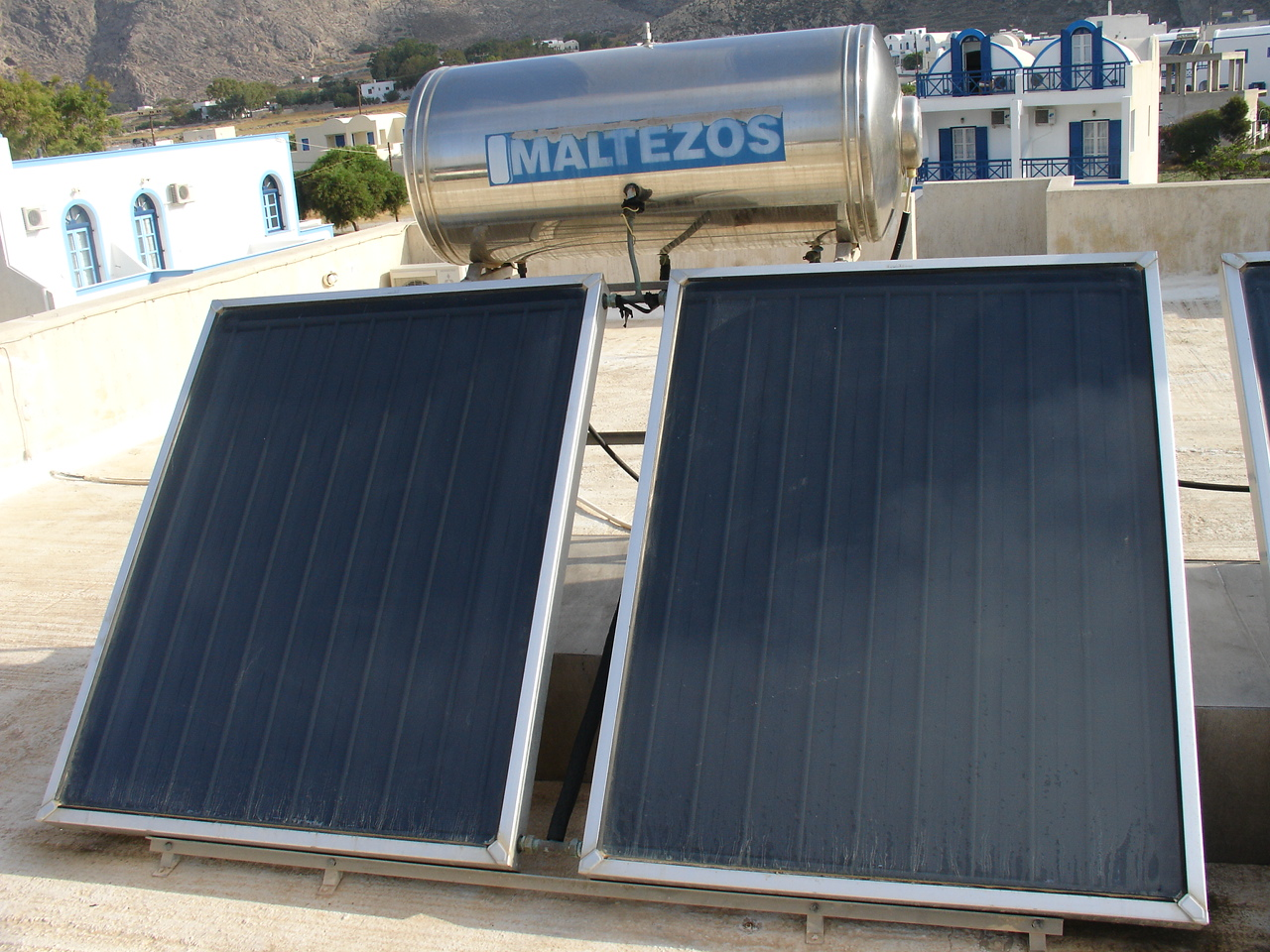
在希臘聖托里尼，太陽能光熱系統將水加熱。

太陽熱能是一種利用太陽能的熱能（熱量）技術，主要是接收或聚集太陽輻射使之轉換為熱能來使用。現代的太陽能科技可以將陽光聚合，並運用其能量產生熱水、蒸汽和電力。
美國能源信息管理局將太陽能集熱器進行分類為低，中，高溫集熱器。低溫集熱器的平板一般用於加熱游泳池。中等溫集熱也通常是平板，但用於製造熱水或空間供暖，作為住宅及商業用途。高溫集熱器利用反射鏡或透鏡聚集太陽光，一般用於生產電力。太陽熱能不同於光伏發電 ，轉換效率遠遠超過太陽光能直接轉化為電能。雖然在2009年10月全球現有的發電設施，只提供600佰萬瓦（MW）太陽能熱發電。一個額外的400佰萬瓦（MW）的工廠正在建設中，共計14,000佰萬瓦（MW）聚光太陽能發電項目也正在開發當中。

## 太陽能供暖
太陽能供暖系統中，太陽輻射中的能量被用以加熱空氣或者水來作供暖之用。太陽能供暖系統可以分為主動式和被動式。

## 太陽能製冷
除了加熱以外，太陽輻射中的熱量還可以用來製冷。利用太陽能熱水系統和吸收式製冷機、吸附式製冷機，可以實現太陽能製冷。

## 聚光太陽能熱發電

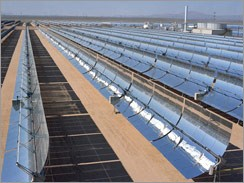
太陽熱能發電廠採用抛物線形槽式設計。

集熱式太陽能（Solar Thermal）。原理是將鏡子反射的太陽光，聚焦在一條叫接收器的玻璃管上，而該中空的玻璃管可以讓油流過。從鏡子反映的太陽光會令管子內的油升溫，產生蒸氣，再由蒸氣推動渦輪機發電。
太陽熱能發電廠利用太陽輻射將流體加熱到非常高的溫度。加熱後的高溫流體在管道內循環，並將熱量傳給水，從而產生高溫蒸氣。高溫蒸氣繼而推動渦輪機，並透過連接的發電機發電。

### 碟式聚熱發電
碟式太陽能聚熱發電系統中已知具有最高效率的熱機是斯特林引擎。在高規模化生產和炎熱地區被預測為能夠產生所有可再生能源中最便宜的能量。
碟式太陽能聚熱發電系統的主要組成部分包括太陽能聚焦器和能量轉換器。太陽能聚焦器（或碟）採集來自太陽的能量並聚焦到很小的面積上。碟狀結構可以持續追蹤太陽。能量轉化器包括兩個部分，即熱能接收器和引擎/發電機。熱能接收器可以吸收聚焦後的太陽光之中的能量，將其轉化為熱能，並儲存在熱空氣或熱水之中，然後再將熱量輸送到引擎/發電機。引擎/發電機子系統利用熱能接收器採集的熱能來發電。

### 塔式聚熱發電

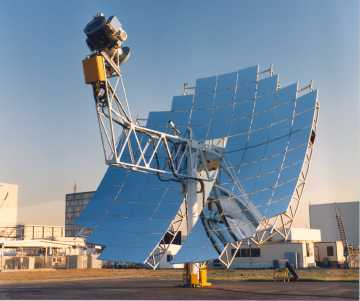
集中太陽光線加熱到元件上的斯特林發動機。整個裝置作為一個太陽能跟踪器。

此類技術利用一整個陣列的追蹤太陽的鏡子（定日鏡）以聚集陽光到一個中央接收器。這個接收器被固定在一個塔頂上。接收器內部的熱傳導流體可以用來產生蒸汽，以推動傳統渦輪發電機發電。於八十年代開發的塔式太陽能聚熱發電系統，利用蒸汽作為熱傳導流體。而新型的系統則利用熔化的硝酸鹽作為熱傳導流體，主要是因為這種流體超卓的熱容量和傳熱能力。

### 槽式聚熱發電
拋物型槽電廠使用鏡像的彎曲，利用太陽輻射到玻璃管中的流體（也稱為接收器，吸收器或收集器）運行槽的長度，反射器的焦點定位在槽。沿一軸槽是拋物線和線性正交軸。接收機垂直於太陽的每日位置的變化，在槽東向西傾斜，從而使接收器上的直接輻射仍然集中。然而，在陽光平行的槽中角度的季節變化而並不需要調整反射鏡，由於光接收器上的其他地方進行簡單的集中。因此，槽的設計不需要跟踪的第二軸線上。

## 外部連結
EMSD HK RE Net（页面存档备份，存于）